# Ritterkanton Neckar-Schwarzwald

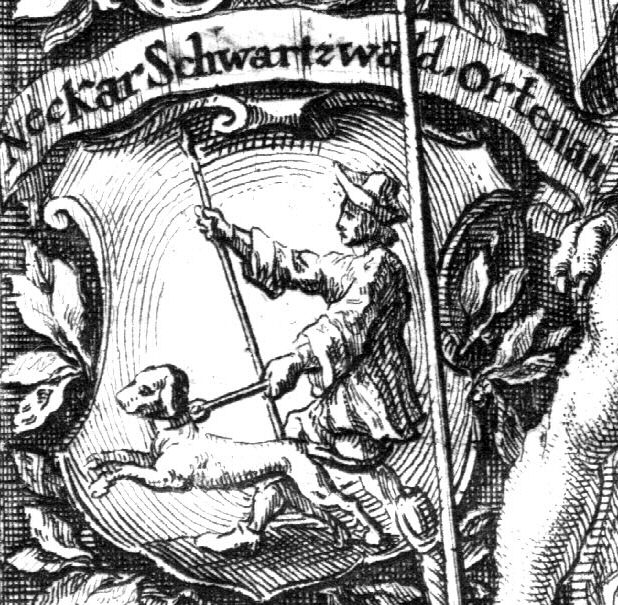
Symbolische Darstellung für den Ritterkanton Neckar-Schwarzwald von 1721

Der Ritterkanton Neckar-Schwarzwald war einer der fünf Kantone der Reichsritterschaft im Ritterkreis Schwaben. 1804 umfasste der Kanton 153 Ortschaften.

## Gliederung der Ritterkreise
Die freie Reichsritterschaft in Südwestdeutschland gliederte sich seit dem 16. Jahrhundert in einen rheinischen, fränkischen und schwäbischen Ritterkreis, der sich wiederum aus verschiedenen Kantonen zusammensetzte. Der Schwäbische Ritterkreis untergliederte sich in die Kantone Donau, Hegau-Allgäu-Bodensee, Neckar-Schwarzwald, Kocher und Kraichgau. Seit 1749 war der Ritterbezirk Ortenau dem Kanton angeschlossen.

## Adelsfamilien im Kanton Neckar-Schwarzwald
Dem Ritterkanton Neckar-Schwarzwald gehörten folgende Familien an:
- von Angelloch
- von Anweil
- von Arzt
- Reichsgrafen von Attems
- Behr von Behrenthal
- Reichsgrafen Bentzel zu Sternau
- von Bernerdin
- von Beroldingen
- Reichsgrafen von Bissingen-Nippenburg: Herrschaften Dotternhausen und Roßwangen
- Brandenburger zu Riet
- von Brantz
- von Breitschwerdt von und zu Buchenbach
- von Bubenhofen
- von Buwinghausen-Wallmerode
- Grafen von Candel
- von Closen
- de Corray
- von Dachenhausen
- von Dettingen
- von Egkh und Hungersbach
- von Ehingen
- Johann Enntzlin
- von Erlach
- von Eyb
- Fauler von Randbegg
- Wilhelm Fetzer von Ockenhausen
- von Forstner-Dambenoy
- von Franck
- von Frankenberg
- von Frauenberg
- von Freyberg
- von Gaisberg
- Gaist zu Wildeck
- von Gemmingen
- Gienger von Grienpichel (Girger von Grünbühl)
- von Göllnitz
- Gremlich von Jungingen
- Grempp von Freudenstein
- von Grünthal
- von Gültlingen: Herrschaft Berneck
- Gut von Sulz
- von Habsberg
- von Hagenmann
- von Harling
- von Harting (Hartegg)
- von Hartingshausen (Hartungshausen)
- von Helmstadt
- Herter von Herteneck
- von Hevel
- Truchsessen von Höfingen
- von Höhnstett
- von Hoff
- von Hohenberg
- von Hoheneck
- von Hohenfeld
- Holdermann von Holderstein
- von Holtz
- Hornstein
- Humpis, Hundbiß von Waldrams
- Ifflinger von Granegg
- Im Hoff (Imhof) von Kirchentellinsfurt
- Jäger von Gärtringen
- von Janowitz
- von Karpffen (Karpfen)
- Kechler von Schwandorf: Herrschaft Unterschwandorf
- Keller von Schlaitheim
- von Kniestedt
- Kolb von Rheindorf
- von Landenberg
- von Landsee
- von Leiningen
- Leutrum von Ertingen
- von Liechtenstein
- von Liebenstein
- Liesch von Hornau
- von Linden
- von Lützelburg
- de Macaire
- Mengezer von Felldorf
- Mendel von Steinfels
- Merz von Staffelfelden
- Möckh von Balgheim
- von Münch
- von Münchingen
- von Neipperg
- von Neuhausen
- von Neuneck
- von Nippenburg
- von Offenburg
- Ogier Fuchs
- von Ostheim
- von Ow
- von Plato
- von Pleiningen
- Pletz von Rottenstein
- Pach: Herrschaft Oberhausen
- von Pürchk
- von Rammingen
- Raßler von Gamerschwang auf Weitenburg
- Rauch von Winnenden
- von Rebstock
- von Reckenbach
- von Reischach
- von Remchingen
- von Rieppur (Pfauen von Rüppurr)
- Riß von Sultzbach
- von Rost
- von Rotenhan
- von Sachsenheim
- von Saint-André
- Scheer von Schwartzberg/-burg
- Schenk von Stauffenberg: Herrschaften Geislingen und Lautlingen
- Schenk von Winterstetten
- Schertel von Burtenbach
- Schifer von Freyling
- Schilling von Cannstatt
- Schleicher von Stötten
- von Schmitz-Grollenburg
- Schöner von Straubenhardt
- von Schönfeldt
- Schütz von Eutingertal
- Sigelman von Delsperg
- von Sirgenstein
- Specht von Bubenheim
- Sperberseck
- von Speth/Späth, Speth von Zwiefalten
- Spengler von Neckarburg
- von Sperberseck
- Spreter von Kreidenstein
- von Stain zum Rechtenstein: Herrschaft Harthausen
- von Starschedel
- von Sternenfels
- von Stockheim
- von Stotzingen
- Streit von Immendingen
- von Stuben
- von Sundtheim
- von Tegernau (Degernau)
- von Tessin
- von Themar
- Thumb von Neuburg
- von Tübingen
- von Türckh
- von Ulm
- von Urbach (Aurbach)
- Varnbüler von Hemmingen
- Vöhlin von Neuburg
- Vol von Wildenau
- Volland von Vollandseck
- Volz von Weitingen
- von Wallbrunn
- von Wallstein
- von Wechmar
- von Weiler
- von Wellenstein
- Wendler von Pregenroth
- von Wernau
- von Westernach
- von Westerstetten
- Widmann von Mühringen
- Wiederhold von Weidenhofen
- von Witzleben
- von Wobidezgi
- von Yberg
- von Zilhart
- Zott von Perneck
- von Zweiffel

## Inkorporierte Ortschaften (1802)
- Ahldorf (von Ow zu Wachendorf)
- Baisingen (Schenk von Stauffenberg)
- Berneck (von Gültlingen)
- Bettenhausen (Grafen von Sponeck)
- Bieringen (Raßler von Gamerschwang)
- Bierlingen (von Ow)
- Bittelbronn (Raßler von Gamerschwang)
- Börstingen (Raßler von Gamerschwang)
- Dettingen (Fürstliches Stift Muri)
- Dettlingen (Fürstliches Stift Muri)
- Deufringen (Württemberg)
- Dießen (Fürstliches Stift Muri)
- Dotternhausen (Reichsgrafen von Bissingen-Nippenburg)
- 1/2 Dürrenmettstetten (Fürstliches Stift Muri)
- Dürrn (Baden)
- Eberdingen (von Reischach)
- 1/2 Enzberg (Württemberg)
- Felldorf (von Ow zu Wachendorf)
- Garrweiler (von Gültlingen)
- Gaugenwald (von Gültlingen)
- Geislingen (Schenk von Stauffenberg)
- Glatt (Fürstliches Stift Muri)
- Göttelfingen (von Hornstein)
- Großengstingen (Württemberg)
- Gündringen (von Eck und Hungersbach)
- Hamberg (von Gemmingen zu Steinegg)
- Harthausen (von Stain zum Rechtenstein)
- 1/2 Hausen ob Rottweil (Stift Rottenmünster)
- Hausen am Tann (von Pach)
- Hausen ob Verena (Württemberg)
- Heselbronn (von Gültlingen)
- Hirrlingen (Freiherr von Waechter)
- Hohenwart (von Gemmingen zu Steinegg)
- Hochdorf (von Tessin)
- Kilchberg (von Tessin)
- Köngen (Württemberg)
- Lackendorf (Ifflinger von Granegg)
- Lautlingen (Schenk von Stauffenberg)
- Leinstetten (Grafen von Sponeck)
- Lengenloch (von Gültlingen)
- Lehningen (von Gemmingen zu Mühlhausen)
- Margrethausen (Schenk von Stauffenberg)
- Mühlen am Neckar (von Münch)
- Mühlhausen an der Würm (von Gemmingen zu Mühlhausen)
- Mühringen (von Münch)
- Neuhausen auf den Fildern (Hochstift Speyer)
- Neuhausen im Hagenschieß (von Gemmingen zu Steinegg)
- Neunthausen 2/3 Frau von Plessen (geb. Gaisberg), 1/3 Grafen von Sponeck
- Niedereschach (Reichsstadt Rottweil)
- Nußdorf (von Reischach)
- Oberndorf am Neckar (Kondominium: 2/3 Österreich, 1/3 Württemberg)
- Obertalheim (Kechler von Schwandorf)
- Pfäffingen (Württemberg)
- Pfauhausen (Hochstift Speyer)
- Poltringen (Kondominium: 2/3 Österreich, 1/3 Württemberg)
- Rietheim (Württemberg)
- Roßwangen (Reichsgrafen von Bissingen-Nippenburg)
- Rübgarten (von Kniestedt)
- Rudmersbach (Schöner von Straubenhardt)[2]
- 1/2 Salzstetten (Spital Horb)
- Schellbronn (von Gemmingen zu Steinegg)
- Schwann (Schöner von Straubenhardt)[2]
- Steinegg (von Gemmingen zu Steinegg)
- Herrschaft Sterneck mit Fürnsal, Wälde, Breitenau, Weiler, Busenweiler, Geroldsweiler, Salzweiler, Unterbrände, Trollenberg (Württemberg)
- Stetten ob Rottweil (Reichsstadt Rottweil)
- Sulzau (Raßler von Gamerschwang)
- Tiefenbronn (von Gemmingen zu Steinegg)
- Unterboihingen (Thumb von Neuburg)
- Unterriexingen (Württemberg 25/32, von Zwierlein 7/32)
- Untertalheim (Kechler von Schwandorf)
- Vollmaringen (von Hornstein)
- Wachendorf (von Ow zu Wachendorf)
- Wankheim (St. André)
- Wellendingen (von Freyberg)
- Wiesenstetten (von Münch)
- Würm (Leutrum von Ertingen)
- Zimmern unter der Burg (Grafen von Waldburg-Zeil-Trauchburg)

## Persönlichkeiten in der Organisation des Ritterkantons
- Philipp Knipschild (1595–1657): Rechtsberater (Konsulent) der Kantone Neckar und Kocher ab 1631
- Eberhard August Georgii (1700–1742), Konsulent